# Haapajoki-Arkkukari
Haapajoki-Arkkukari (i rapporterna skrivet Haapajoki - Arkkukari) är en tätort i Brahestads stad (kommun) i landskapet Norra Österbotten i Finland. Vid tätortsavgränsningen den 31 december 2021 hade tätorten 662 invånare och omfattade en landareal av 5,11 kvadratkilometer. Tätorten består av bebyggelse i orterna Arkkukari, Haapajoki, Leinosperä och Ristiniemi.
Före Saloinen inkorporerades i Brahestads stad 1973, låg orten i Saloinens kommun.

## Befolkningsutveckling
| Befolkningsutvecklingen i Haapajoki-Arkkukari 1990–2021                                                    | Befolkningsutvecklingen i Haapajoki-Arkkukari 1990–2021 | Befolkningsutvecklingen i Haapajoki-Arkkukari 1990–2021 | Befolkningsutvecklingen i Haapajoki-Arkkukari 1990–2021 | Befolkningsutvecklingen i Haapajoki-Arkkukari 1990–2021 |
| --- | ------------------------------------------------------- | ------------------------------------------------------- | ------------------------------------------------------- | ------------------------------------------------------- |
| |                                                         |                                                         |                                                         |                                                         |
| År |                                                         |                                                         | Folkmängd                                               | Landareal (km²)                                         |
| 1990 | 1990                                                    |                                                         | 627                                                     | 5,7                                                     |
| 1995 | 1995                                                    |                                                         | 635                                                     | 5,0                                                     |
| 2000 | 2000                                                    |                                                         | 734                                                     | 5,4                                                     |
| 2005 | 2005                                                    |                                                         | 734                                                     | 5,5                                                     |
| 2010 | 2010                                                    |                                                         | 685                                                     | 4,70                                                    |
| 2015 | 2015                                                    |                                                         | 757                                                     | 5,00                                                    |
| 2020 | 2020                                                    |                                                         | 671                                                     | 5,11                                                    |
| 2021 | 2021                                                    |                                                         | 662                                                     | 5,11                                                    |
| Anm.: Ny tätort 1990. 1990-2000 som Haapajoki-Arkkukari, sedan 2005 tätorten kallad Haapajoki - Arkkukari. |                                                         |                                                         |                                                         |                                                         |